# Mortadela (alcunha)
Mortadela é um termo depreciativo brasileiro, usado para descrever os simpatizantes do Partido dos Trabalhadores (PT) e adeptos da esquerda política em geral. Sua contraparte é o termo coxinha.

## Contexto

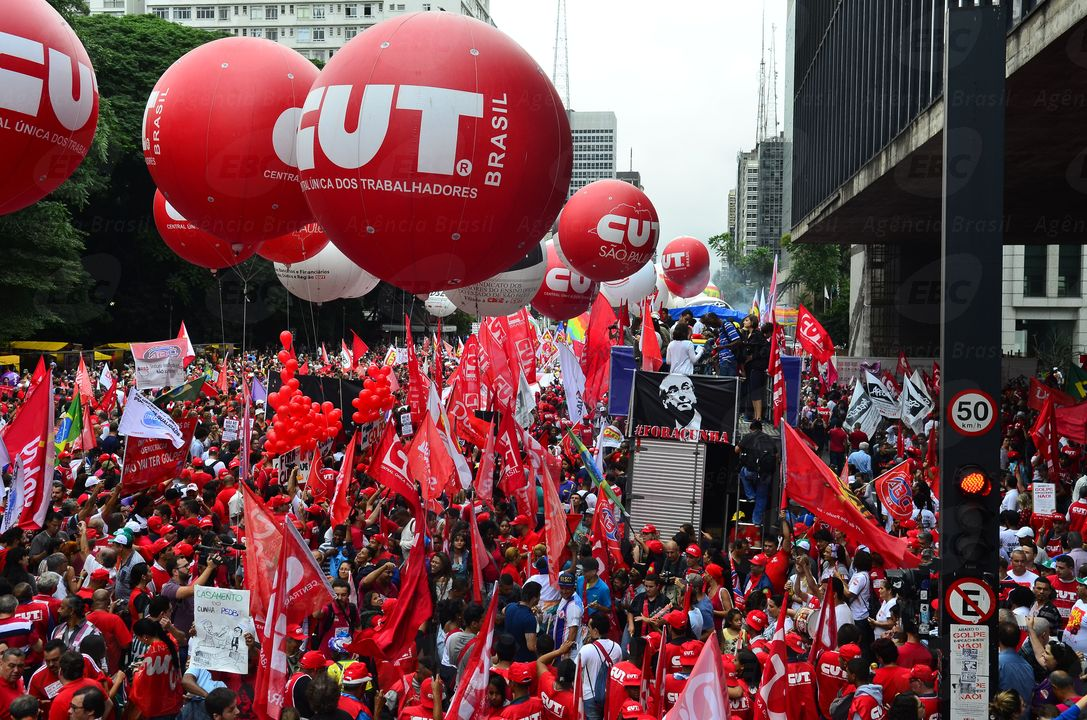
Manifestação pró-Dilma na Avenida Paulista em São Paulo em 15 de dezembro de 2015.

Após impopulares ajustes fiscais e nas regras previdenciárias logo depois sua reeleição para um segundo mandato, Dilma Rousseff experimentou uma queda vertiginosa de popularidade, chegando a apenas 7% de aprovação. Somando-se tais fatos ao desenrolar da Operação Lava Jato que investigou diversos políticos ligados ao Partido dos Trabalhadores, a insatisfação popular foi levada as ruas. Organizados por grupos oposicionistas como o Vem pra Rua, Revoltados Online e MBL, os protestos logo se tornaram os maiores desde as Diretas Já. Na contramão, movimentos sociais organizaram manifestações a favor da Petrobras, que atraiu diversos apoiadores do governo petista. Com o tempo a pauta mudou para "contra o impeachment".

## Origem
Raramente, ocorre distribuição de protestos e passeatas organizados por sindicatos e organizações da sociedade civil de alguma forma de alimentação aos participantes, geralmente na forma de um lanche rápido e uma bebida. Aos poucos e de forma pejorativa, a mortadela, embutido de baixo valor associado a classes populares, começou a ser associada com os lanches oferecidos em tais protestos por ser um alimento de baixo custo e status, que não raramente compunha o recheio das refeições distribuídas.
Por volta de 2015, porém, denúncias começaram a surgir em redes sociais dizendo que os organizadores das manifestações Pró-Dilma supostamente estariam oferecendo lanche (normalmente pão com mortadela) e uma quantia em dinheiro R$ 30,00 (trinta reais) para que donas de casa e desempregados participassem dos protestos e aumentassem o volume de pessoas nas ruas, levantando questionamentos quanto à legitimidade do movimento e catapultando a expressão para além dos nichos de direita onde era conhecida.

## Mortadelaço
Sendo um "protesto sobre o protesto" o mortadelaço foi um ato público de distribuição de pão e mortadela que ocorreu em diversas datas e em diferentes locais do Brasil  para manifestar repúdio à suposta compra de militância pelos organizadores dos movimentos pró-Dilma. A ideia foi reproduzida na sessão da comissão do impeachment da presidente Dilma Rousseff com queijo, pão e mortadela sendo distribuídos aos deputados presentes.